# Суонлинбар

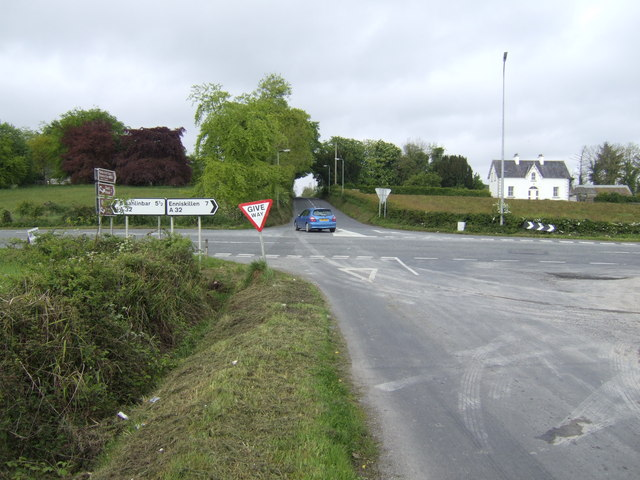

Суонлинбар (англ. Swanlinbar; ирл. An Muileann Iarainn, «железолитейная») — деревня в Ирландии, находится в графстве Каван (провинция Ольстер) у трассы N87.
С 1860-х годов в Суолинбаре — самый известный из всех минеральных источников Кавана.

## Демография
Население — 266 человек (по переписи 2006 года). В 2002 году население составляло 223 человек.
Данные переписи 2006 года:
| Общие демографические показатели |               |                               |                               |      |      |
| Всё население                    | Всё население | Изменения населения 2002—2006 | Изменения населения 2002—2006 | 2006 | 2006 |
| 2002                             | 2006          | чел.                          | %                             | муж. | жен. |
| 223                              | 266           | 43                            | 19,3                          | 146  | 120  |